# Languyan
Languyan est une localité de la province de Tawi-Tawi, aux Philippines. En 2015, elle compte 33 494 habitants.